# Inagi

Inagi (稲城市 Inagi-shi?) este un municipiu din Japonia, zona metropolitană Tokyo.